# پفی‌مرغ نوارقهوه‌ای
پفی‌مرغ نوارقهوه‌ای (نام علمی: Notharchus ordii) نام یک گونه از سرده تنبل‌خان‌ها است.